# Font de la vida

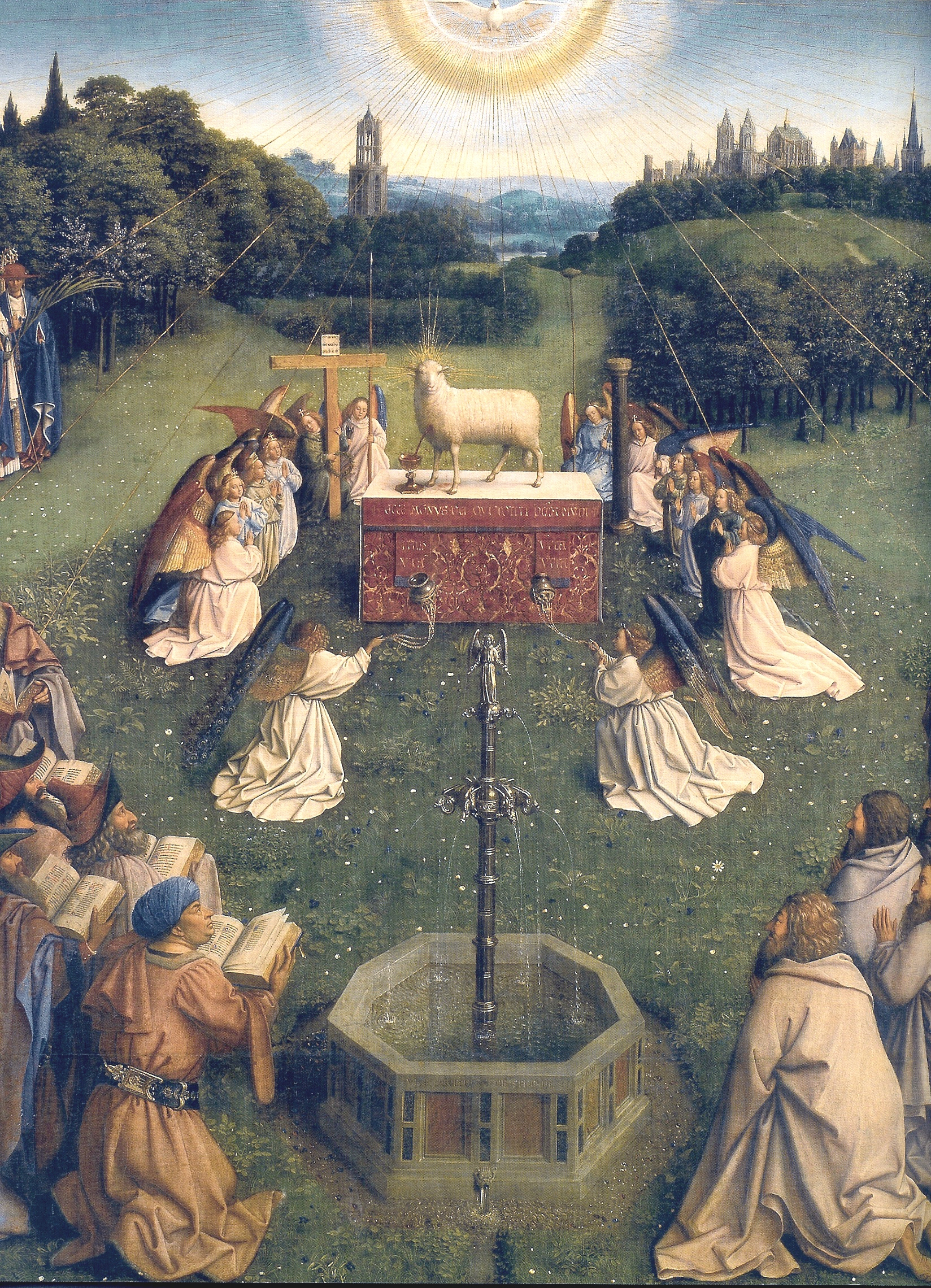
L'adoració de l'Anyell Místic a la catedral de Gant obra de Jan van Eyck (1432)

La Font de la Vida, o en la seva forma primitiva la Font d'Aigües de Vida, és un símbol de la simbologia cristiana associada amb el baptisme, esmentada per primer cop al segle v als manuscrits il·luminats i més tard en altres formes d'art com en pintures sobre taula.
El símbol es mostra normalment com una font dins d'una estructura hexagonal coberta per una cúpula arrodonida suportada per vuit columnes. La font de la vida, fons vivus és una pica baptismal (una font d'aigua en la qual un es bateja, i així reneix amb Crist), i està envoltat sovint per animals associats amb el Baptisme com el cérvol. La font probablement representa el Baptisteri octagonal Laterà a Roma, consagrat pel pap Sixt III (432-440), que estava iconogràficament associat amb la font de l'aigua de vida esmentada a la Revelació (21.6).
El millor exemple data del període carolingi: es tracta de l'Evangeliari de Godescalc fet per commemorar el baptisme del fill de Carlemany el 781.

## Altres representacions
A L'adoració de l'Anyell Místic a la catedral de Gant, obra de Jan van Eyck (1432), l'Agnus Dei està dempeus en un altar guarnit amb un frontal vermell per a la celebració de la missa de la Sagrada Sang, la sang de l'anyell és recollida en un calze, tot sota la mirada del colom de l'Esperit Sagrat sobre de l'escena. En primer pla, oferint els altres mitjans de gràcia, està la Font de l'Aigua de Vida envoltada pels fidels.
Al Museu del Prado, Madrid, hi ha l'obra Font d'Aigua de Vida emanant de l'Anyell de Déu, en el qual la font oberta està a la paret exterior del Cel. Que l'aigua no és merament l'aigua purificadora del baptisme es manifesta per les innombrables hòsties que floten a la seva superfície: els dos sagraments es representen en un.

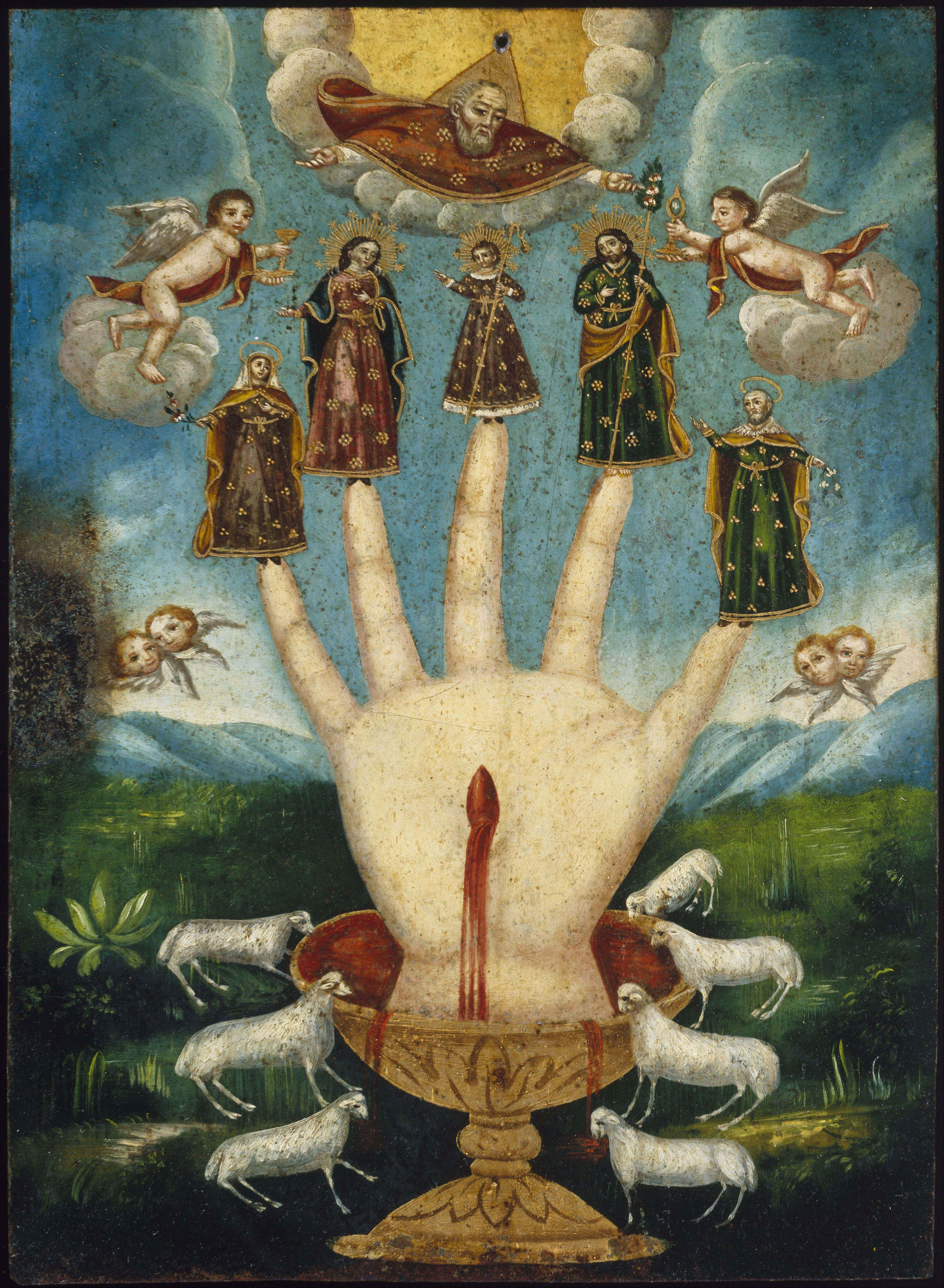
La icona de "la font de sang" en una pintura mexicana, (Brooklyn Museum of Art)

En una miniatura en un Llibre d'hores, probablement pintat a Gant al final del segle xv, la Font d'Aigua de Vida ha cedit a una font de sang, la Font de Vida, en la qual es mostra la figura de Crist en un pedestal gòtic en el centre i omple la font des de les seves ferides, encara que l'aurèola que l'envolta l'identifica com el transfigurat Crist i la localització com el Paradís.
A Flandes al final de l'edat mitjana es va produir una devoció intensa cap a la Sagrada Sang de Crist, produint una tradició iconogràfica dels segles XV i XVI, que va dictar el concepte teològic de la Gràcia, expressant el dogma Catòlic Romà al·legòricament com a "font de sang". Aquesta transformació va ser tractada per primera vegada per Evelyn Underhill el 1910, prenent com a punt de partida l'Assemblea de Sants i la Font de Vida de 1596 a Gant, en la qual la sang surt des de cinc Ferides Sagrades de Crist cap a la pica superior d'una "Font de Vida" (porta inscrit "fonteyn des levens") que es buida per unes obertures cap a la "Font de la Pietat" ubicada a sota. Els sants i els màrtirs, els patriarques i els profetes porten calzes de sang daurats, que alguns d'ells buiden a la font. A sota, els fidels allargar els seus cors per rebre petites gotes de la Sagrada Sang.